# Suctobelbella longicurva
Suctobelbella longicurva är en kvalsterart som först beskrevs av Hammer 1966.  Suctobelbella longicurva ingår i släktet Suctobelbella och familjen Suctobelbidae. Inga underarter finns listade i Catalogue of Life.